# Степановка (Херсонская область)
Степановка (укр. Степанівка, ранее Дофине) — село в Херсонской городской общине Херсонского района Херсонской области Украины.
Почтовый индекс — 73488. Телефонный код — 0552.

## Население
Население по переписи 2001 года составляло 3684 человека.

### Языковой состав
Родной язык населения по данным переписи 2001 года:
| Язык       | Численность, чел. | Доля     |
| ---------- | ----------------- | -------- |
| Украинский | 2 955             | 80,21 %  |
| Русский    | 720               | 19,54 %  |
| Другое     | 9                 | 0,25 %   |
| Итого      | 3 684             | 100,00 % |